# ホテル奥道後
ホテル奥道後（ホテルおくどうご）は、来島どっくグループが開発した奥道後温泉にあるリゾートホテルである。

## 概要
1963年12月25日開業。全長350mの本館は303室、850名収容可能。近隣の奥道後遊園地と併せて一大レジャーランドを築いた。
1970年2月15日未明、ホテル内にあった劇場「第一ホール」の控室から出火。劇場と宿泊棟は別であり、宿泊客に被害は無かったが約700人が避難し、消火中に警備員1人が巻き込まれて死亡した。
平成不況による業績低迷に加え、東日本大震災の影響で外国人宿泊客が激減し資金繰りが悪化したことから、2012年1月16日に松山地方裁判所に民事再生法の適用を申請した。負債総額はおよそ10億円。愛知県の旅館運営会社「海栄館」がスポンサーとなり、経営再建を支援するとした。
2014年7月2日に「奥道後 壱湯の守」としてリニューアルオープンした。

## 設備（本館と遊園地）
地上7階建てで、入口とフロントは5階、メインロビーは4階にある。露天風呂、各種ジャングル風呂、家族風呂、大宴会場、各種レストラン多数、バー、卓球場、結婚式場、休憩所、遊園地（ここの桜は、花見の名勝になっている）、ロープウェイ、展望台、アスレチックなどを併設。
- ホテルの各施設は、入浴のみ、食事のみの利用が可能（日帰り利用も可能だが、宿泊客以外は有料となる）。
- 奥道後ロープウェイは2009年12月から休止中である[9]。山頂側の駅舎も残存するが、温泉側の駅舎は倉庫として利用されている。
- 遊園地にはかつて「錦晴殿」という建物が存在した。京都の金閣寺を模した金箔貼りの木造建築物で[6][10]、1966年に1億7,000万円を投じて建造された[6][10]。2001年6月20日の集中豪雨に伴う土砂崩れのために全壊した[10]。現在は下述の遊歩道脇に設置された解説の看板から当時の面影を偲ぶことができる。
- 1965年からは本館に「松山大三ホール」（250席）「松山ヌードホール」（300席、後に「大五ホール」と改称）、別館に「松山中ホール」（350席）といった映画館を併設したが、1987年頃の改修工事により撤退している[注 1]。
- 湧ヶ淵 - 石手川の渓谷で、ホテルの上流域に隣接している。遊歩道が整備されているが、少し荒れている。なお、ホテル駐車場側の遊歩道入口は封鎖されている。錦晴殿の跡地付近で遊歩道が寸断されている為、進入には注意を要する。
- 2018年には、来島どっくグループの経営者だった坪内寿夫を記念する「奥道後坪内記念館」がホテル内4階に開設された[8][12]。

## ホテル奥道後が登場する作品
- 映画『喜劇団体列車』（東映、1967年)
遊園地、動物園、錦晴殿、ロープウェイ、展望台、露天風呂、ジャングル風呂が登場。
- 映画『続・社長繁盛記』（東宝、1968年)
錦明殿の内外観も映し出される。
- 映画『よさこい旅行』（松竹、1969年）
ロビーが映し出される。
- テレビ映画『ザ・ガードマン』第312話『女と男のズッコケ自動車レース』
1971年3月26日放送、ホテルの内外で撮影。
- 映画『仮面ライダーV3対デストロン怪人』（東映、1973年）
テレビ本編『仮面ライダーV3』（毎日放送）の第20、21話と同時進行で「奥道後バス」「錦晴殿」を併せてタイアップ・ロケが行われた。
- 映画『秘密戦隊ゴレンジャー 爆弾ハリケーン』（東映、1976年）
テレビ本編『秘密戦隊ゴレンジャー』（NET）の第58、59話と同時進行でタイアップ・ロケが行われた。